# The Anarchical Society
The Anarchical Society: A Study of Order in World Politics est un livre de Hedley Bull et est un texte fondateur de l'école anglaise en relations internationales. Le titre se réfère à l'hypothèse de l'anarchie dans le système international (principalement posée par les réalistes) et plaide pour l'existence d'une société internationale.